# Cristina Raines
Cristina Raines (Manila, 28 febbraio 1952) è un'attrice e modella statunitense.
Attiva negli anni settanta e ottanta, si è ritirata dalle scene nel 1991.

## Biografia
Nata come Cristina Herazo a Manila nelle Filippine da genitori di nazionalità statunitense (il padre era un ingegnere chimico e madre ballerina). Suo nonno paterno era un immigrato colombiano e sua nonna paterna era di origini svedesi e tedesche, mentre sua madre era di origini scozzesi-irlandesi. 
Inizia la carriera di modella nei primi anni settanta a New York con le Ford Models con cui firma un contratto, ma coltiva il desiderio di diventare attrice, anche su consiglio di Eileen Ford. 
Partecipa col nome di Tina Herazo alla pellicola Hex (1973), girata nell'autunno del 1971 in Dakota del Sud: sul set conosce Keith Carradine con il quale inizia un lungo fidanzamento che dura fino al 1979. I due parteciperanno ad altri film assieme negli anni successivi; sceglie inoltre il nome d'arte di Raines al posto di Herazo.
Ha partecipato ad importanti pellicole degli anni settanta come Nashville di Robert Altman (1975), Sentinel di Michael Winner (1977), I duellanti di Ridley Scott (1977).
Nella pellicola di Altman, nel ruolo di Mary, fa parte di un trio musicale con Allan F. Nicholls (Bill, suo marito nel film) e Keith Carradine (Tom, nel film suo amante) cantando "Since You've Gone", un brano scritto da Gary Busey.
In televisione è co-protagonista nella miniserie televisiva del 1978 Centennial e recita nel ruolo di Poppea nella miniserie Quo vadis? (1985). Sul piccolo schermo svolge il ruolo ricorrente di Lane Ballou in Flamingo Road dove compare in 38 episodi tra il 1980 e il 1982.
Nel 1986, Raines sposa lo scrittore e produttore Christopher Crowe, con il quale ha due figli.
Si ritira dall'industria cinematografica nel 1991 per svolgere la professione di infermiera e specializzandosi in pazienti sottoposti a dialisi renale.

## Filmografia parziale

### Cinema
- Hex (1973) - come Tina Herazo
- Nashville, regia di Robert Altman (1975)
- Sentinel (The Sentinel), regia di Michael Winner (1977)
- I duellanti (The Duellists), regia di Ridley Scott (1977)

### Televisione
- La famiglia Holvak (The Family Holvak) - serie TV (1975)
- Colorado (Centennial) - Miniserie TV (1978)
- Flamingo Road - Serie TV, 38 episodi (1980-1982)
- TJ Hooker - Serie Tv, 1 episodio (Patti chiari) 19 febbraio 1983
- L'ora del mistero (Hammer House of Mystery and Suspense) - Serie TV, episodio 1x05 (1984)
- La signora in giallo (Murder, She Wrote) - Serie TV, episodio 1x14 (1985)
- Quo vadis? - Miniserie TV (1985)